# Seth Rothstein
Seth Rothstein († 1. Mai 2013 in New York City) war ein US-amerikanischer Musikproduzent und Produktmanager, der sich vor allem ab den 1990er-Jahren mit preisgekrönten Wiederveröffentlichungen von Jazzaufnahmen einen Namen machte.

## Leben und Wirken
Seth Rothstein arbeitete in den 1980er-Jahren bei Universal, wo er Emarcy-, Polydor- und Verve-Wiederveröffentlichungen von Count Basie, Jackie Cain/Roy Kral, Chick Corea, Gil Evans (The Individualism of Gil Evans), Dizzy Gillespie, Lee Konitz und James Blood Ulmer (Odyssey) betreute. Ab den 1990er-Jahren war er als Product Director bei Sony tätig, wo er die Jazz-Reissue-Reihe Legacy editierte, später arbeitete er auch mit ECM zusammen. Er war bei Sony verantwortlich für eine Reihe von Wiederveröffentlichungen der Columbia-Aufnahmen von Dave Brubeck (Time Out 1997), Bill Evans, Dexter Gordon, Herbie Hancock, Charles Mingus (The Complete Columbia & RCA Albums Collection  2012), Sarah Vaughan, Woody Shaw, Dinah Washington, Weather Report oder Ben Webster (Soulville). Unter seiner Verantwortung entstanden in den 2000er-Jahren die Miles-Davis-Boxen  The Complete Bitches Brew Sessions (1998), The Complete In A Silent Way Sessions (2001), The Complete Jack Johnson Sessions (2005) und die 6-CD-Box The Cellar Door Sessions 1970 (2005), welche für die Grammy Awards 2007 nominiert wurde. Die von ihm produzierten Editionen The Complete Hot Five and Hot Seven Recordings und The Complete Billie Holiday on Columbia von Louis Armstrong bzw. von Billie Holiday wurden 2001 und 2002 mit Grammy Awards ausgezeichnet.